# Mario Cornejo
Mario Renato Cornejo Radavero, né à Lima (Pérou) le 19 octobre 1927 et mort à Rouen (France) le 22 novembre 2015, est un évêque péruvien qui a rompu avec l'Église catholique et a été réduit à l'état laïc ; il a rejoint une église indépendante, se disant « Paroisse sans frontières » dont le siège est l'église Sainte-Marie de Mont-Saint-Aignan en Seine-Maritime, en France.

## Biographie
Mario Cornejo est docteur en droit canon de l'université pontificale du Latran. Il a été ordonné prêtre le 20 décembre 1952 ; il a été élevé à l'épiscopat le 20 février 1961 (à l'âge de 33 ans) en tant qu'évêque in partibus de Sanavus et évêque auxiliaire de l'archidiocèse de Lima. Sa consécration solennelle eut lieu le 16 avril 1961, par l'archevêque-primat Juan Landazuri Ricketts, futur cardinal et président de la conférence épiscopale d'Amérique latine.
Cependant, Mario Cornejo quitta son office en 1969 pour se marier à Buenos Aires avec la fille d'un officier de police argentin, mariage évidemment illicite au vu de l'Église catholique. Le cardinal Landazuri Ricketts et le pape Paul VI réagirent publiquement en déplorant son comportement. Il fut démis de ses fonctions le 7 février 1969 et réduit à l'état laïc[réf. nécessaire].
Ayant ainsi quitté la communion de l'Église catholique, Cornejo se rapprocha en 1970, en France, de l'église schismatique fondée par Maurice Cantor à Mont-Saint-Aignan en Seine-Maritime. Celui-ci saisit l'occasion de se faire consacrer évêque par un prélat dont la succession apostolique ne pouvait être mise en cause, contrairement à plusieurs consécrations sub conditione antérieures.
Depuis lors, Mario Cornejo agit en tant qu'évêque de cette communauté pour laquelle il a encore consacré trois autres évêques (non en communion avec l'Église catholique romaine) : Claude Ducrocq, Claude Roland Fleury et Bernard Cantor, le propre fils de Maurice Cantor.
Il meurt à Rouen le 22 novembre 2015.